# Jacob Mulenga
Jacob Mulenga (Kitwe, 12. veljače 1984.) bivši je zambijski nogometaš.

## Vanjske poveznice
- Profil na Transfermarktu
- Profil na Soccerwayu